# Troița căpitanului Ilie Birt din Brașov (Tocile)
Troița căpitanului Ilie Birt din Brașov este un monument istoric aflat pe teritoriul municipiului Brașov.

## Galerie

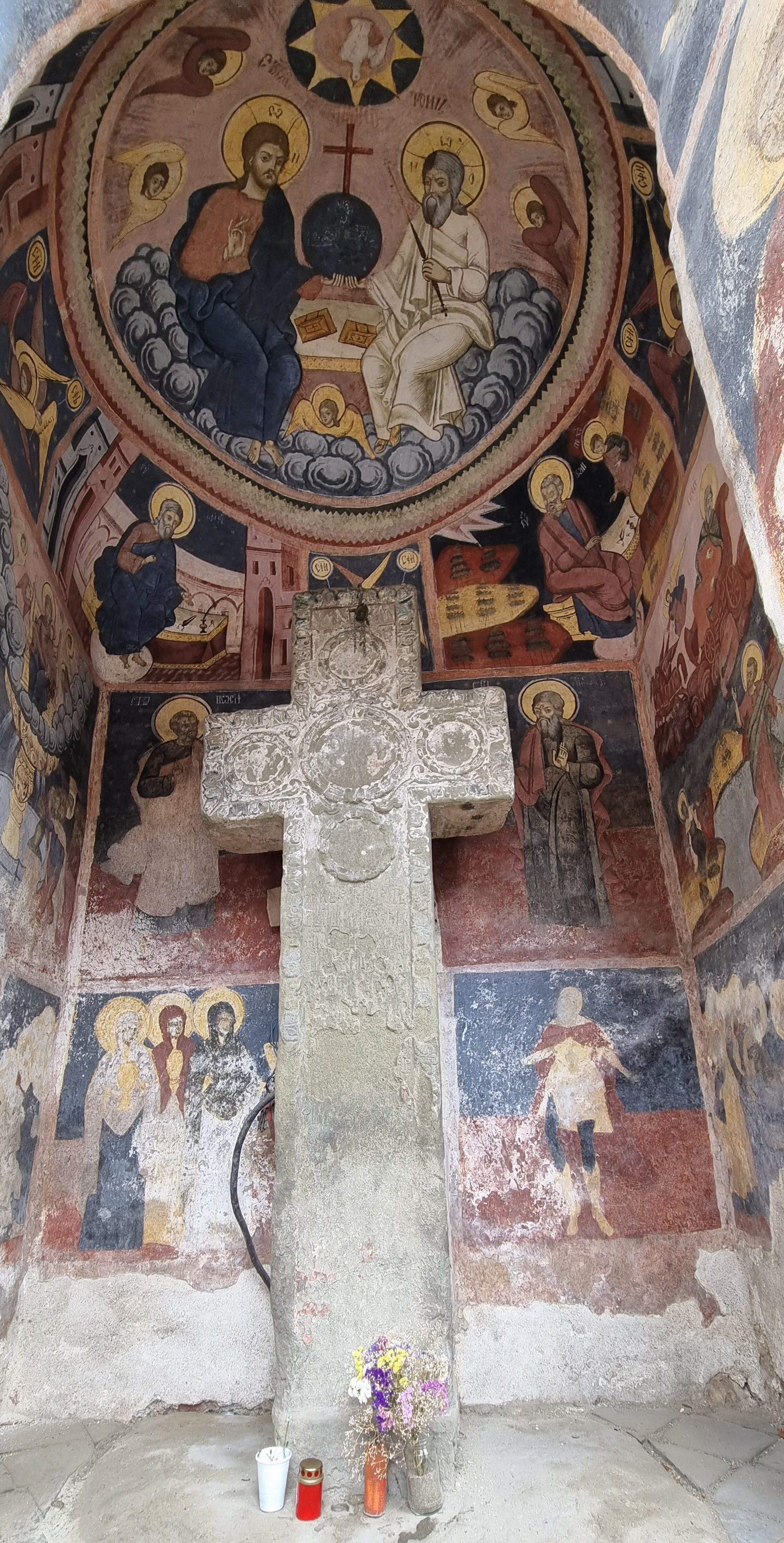
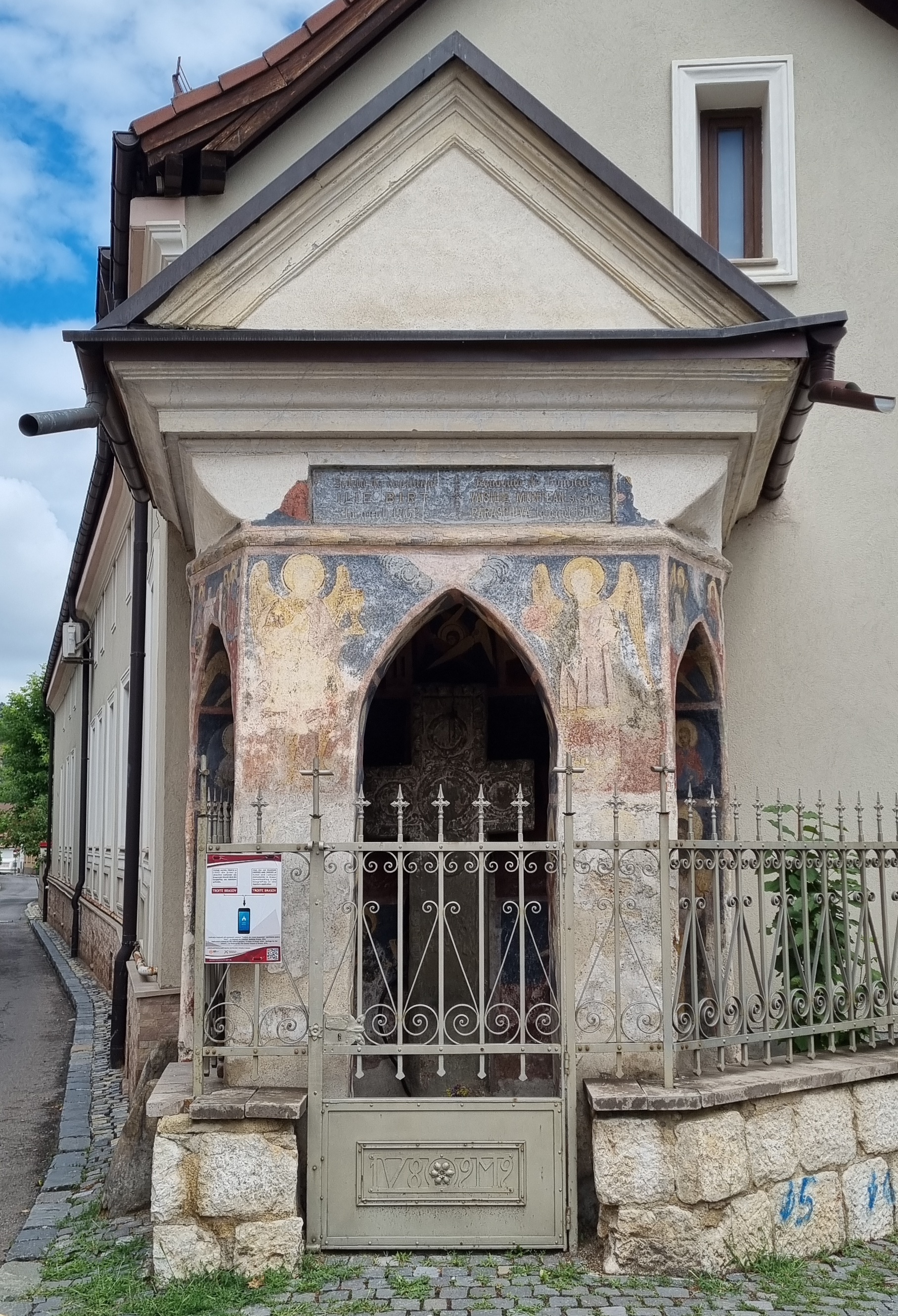
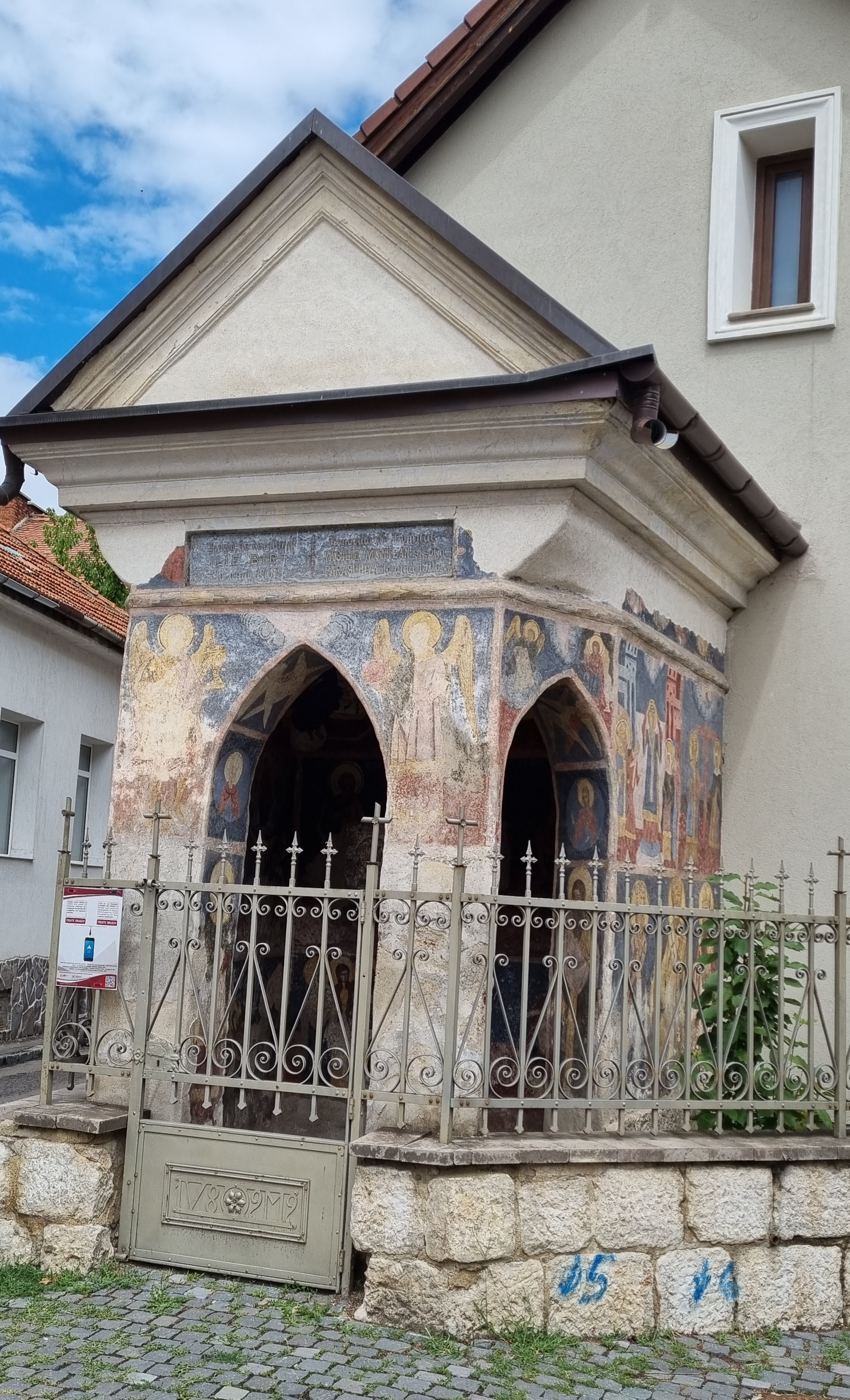
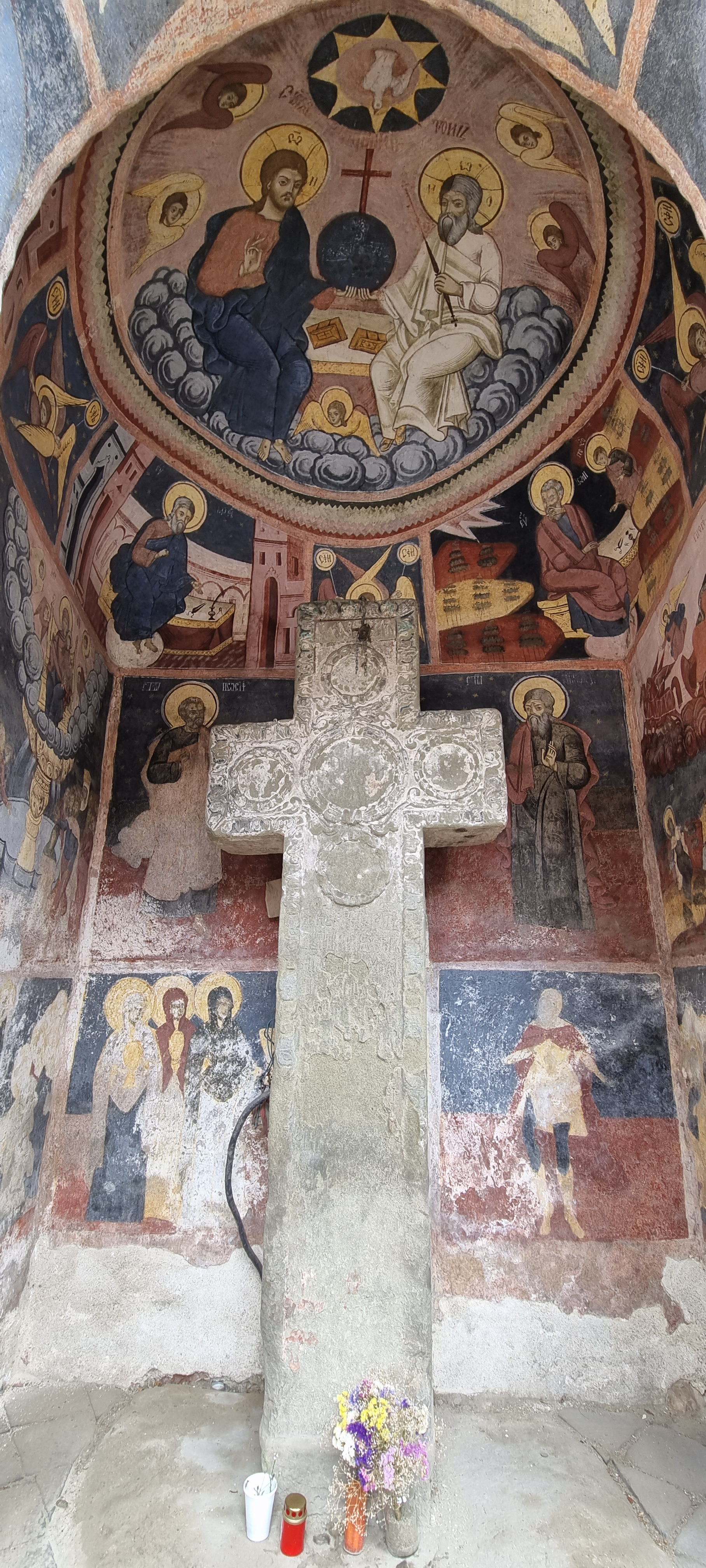